# Lakshaphagus ceroplastae
Lakshaphagus ceroplastae är en stekelart som först beskrevs av Jean Risbec 1951.  Lakshaphagus ceroplastae ingår i släktet Lakshaphagus och familjen sköldlussteklar. Inga underarter finns listade i Catalogue of Life.